# Leptodactylus thomei
Leptodactylus thomei är en groddjursart som beskrevs av Almeida och Angulo 2006. Leptodactylus thomei ingår i släktet Leptodactylus och familjen tandpaddor. IUCN kategoriserar arten globalt som livskraftig. Inga underarter finns listade i Catalogue of Life.